# Ilse Stöbe
Ilse Stöbe, née le 17 mai 1911 à Berlin et exécutée le 22 décembre 1942 dans la même ville, est une journaliste allemande et résistante antinazie.

## Biographie
Ilse Stöbe est née le 17 mai 1911 à Berlin.
Elle est la seule fille du charpentier Max Stöbe et de Frieda Schumann. Elle a un demi-frère, de huit ans plus âgé, Kurt Mülle, né du premier mariage de sa mère.  Il y a peu d'informations sur leur jeunesse ; beaucoup d'entre elles proviennent d'interrogatoires ultérieurs de son demi-frère, accusé de traîtrise par les nationaux-socialistes. Elle grandit dans une maison ouvrière de Berlin située Mainzer Strasse 1 à Berlin-Lichtenberg.
Ilse Stöbe fréquente une école professionnelle pour apprendre le métier de sténodactylographe avant d'être employée dans la maison d'édition de Rudolf Mosse, puis comme secrétaire du journaliste et écrivain Theodor Wolff au Berliner Tageblatt. Il lui dédie son roman Die Schwimmerin ("La nageuse"), écrit en 1937 aux États-Unis. Elle rencontre Rudolf Herrnstadt, qui deviendra son fiancé.
En 1929, Ilse Stöbe rejoint le Parti communiste allemand. À partir de 1931, elle travaille avec Rudolf Herrnstadt pour constituer un groupe de renseignements de l'Am Apparat (section militaire) de l'Internationale communiste. Ce groupe regroupe, en plus d'Ilse Stöbe et lui, Gerhard Kegel (de) et son épouse Charlotte Vogt, l'éditeur Helmut Kindler (de) et l'avocat Lothar Bolz. Avec Rudolf Herrnstadt en 1934, elle déménage à Varsovie, où elle travaille comme correspondante locale de la Neue Zürcher Zeitung jusqu'en septembre 1939 et écrit également pour d'autres journaux suisses. 
Ilse Stöbe est alors membre du Parti national-socialiste des travailleurs allemands (parti nazi) et, à la mi-1934, est nommée attachée culturelle du bureau des affaires étrangères du parti nazi en Pologne.
Selon Helmut Kindler, elle est restée en contact avec lui[pas clair]en tant qu'ami d'enfance. Lors des Jeux olympiques d'été de 1936 à Berlin, Ilse Stöbe rencontre l'éditeur suisse Rudolf Huber, qui lui lègue une part importante de sa fortune à sa mort en 1940.
Peu de temps avant l'invasion allemande de la Pologne, elle revient à Berlin et travaille au département de l'information du Ministère des Affaires étrangères du Reich. Là, elle rencontre le journaliste Carl Helfrich, avec qui elle vit jusqu'à son arrestation en 1942. Selon son testament, il est le locataire de son appartement à Ahornallee 48 à Berlin-Charlottenburg.

## Résistance
Gerhard Kegel, qui est aussi un employé du ministère des Affaires étrangères à Berlin de 1935 à 1943, dit avoir soutenu Ilse Stöbe dans ses activités de renseignement clandestin après son retour de Pologne. Elle aurait poursuivi cette activité jusqu'à son arrestation en 1942.
Ilse Stöbe est arrêtée le 12 septembre 1942 par la Gestapo, prétendument pour espionnage pour l'Union soviétique et pour appartenance au réseau d'espionnage soviétique appelé l'Orchestre rouge (Die Rote Kapelle). Un rapport de la Gestapo de novembre 1942 indique qu'un message radio de l'Union soviétique informait qu'un combattant de la résistance parachuté viendrait à son adresse. Après sept semaines de torture, elle est contrainte d'avouer ses liens avec les services secrets soviétiques et avec des personnes telles que Rudolf von Scheliha. Tous deux sont condamnés à mort pour trahison le 14 décembre 1942 par le Reichskriegsgericht, et exécutés le 23 décembre 1942 à la prison de Plötzensee à Berlin, elle à la guillotine et lui, suspendu à un crochet de boucher. L'agent soviétique, Heinrich Koenen (en), qui a atterri en Allemagne en parachute, est arrêté chez elle par un responsable de la Gestapo.
La mère d'Ilse Stöbe est également arrêtée et envoyée au camp de concentration de Ravensbrück, où elle meurt en 1943. Son frère, Kurt Müller, échappe de peu à l'arrestation et poursuit ses activités de résistance avec le groupe Union européenne jusqu'à son assassinat en juin 1944.
Ilse Stöbe (nom de code "Alta") envoie à plusieurs reprises des messages pour avertir l'Union soviétique d'une invasion allemande imminente.

## Hommages
Elle est la seule femme à figurer sur une pièce de monnaie spéciale émise par le ministère d'État est-allemand (Stasi) pour commémorer d'importants espions au service des communistes pendant la guerre. L'école professionnelle Ilse Stöbe de Market Street à Berlin est nommée en son honneur.
Elle a reçu l'Ordre du Drapeau rouge à titre posthume en 1969.
En juillet 2014, l'Office des Affaires étrangères lui rend hommage pour ses actions contre les nazis.

## Bibliographie

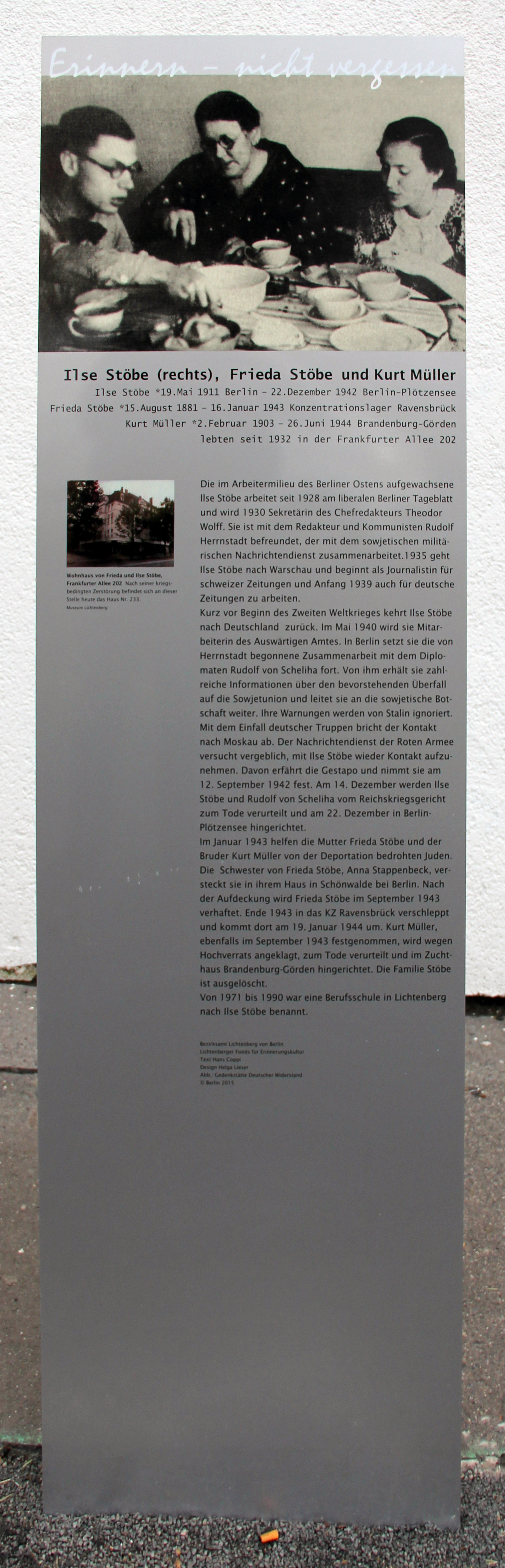
Plaque commémorative, Frankfurter Allee 233, à Lichtenberg, Berlin

### Témoignages
- (de) Theodor Wolff, Die Schwimmerin. Ein Roman aus der Gegenwart, Zürich, 1937
- (de) Kegel Gerhard, In den Stürmen unseres Jahrhunderts : ein deutscher Kommunist über sein ungewöhnliches Leben, Berlin, 3rd, 1984 (ISBN 3-320-00609-6)
- (de) Kindler Helmut, Zum Abschied ein Fest : die Autobiographie eines deutschen Verlegers, Munich, Droemer Knaur, 1992 (ISBN 3-426-75042-2, lire en ligne)

### Biographique-historique
- (de) Hans Coppi et Sabine Kebir, Ilse Stöbe : wieder im Amt : eine Widerstandskämpferin in der Wilhelmstrasse : eine Veröffentlichung der Rosa-Luxemburg-Stiftung, Hamburg, VSA, 2013 (ISBN 978-3-89965-569-8)
  - (de) Ilse Stöbe: Wieder im Amt : eine Widerstandskämpferin in der Wilhelmstraße, Hamburg, 2nd supplemented and updated, 2015 (ISBN 978-3-89965-660-2)
- (de) Irina Liebmann, Wäre es schön? Es wäre schön! : mein Vater Rudolf Herrnstadt, Berlin, Berlin Verlag, 8 (ISBN 3-8270-0589-2)
- (de) Helmut Müller-Enbergs, Der Fall Rudolf Herrnstadt : Tauwetterpolitik vor dem 17. Juni, Berlin, 1st, 1991, 31–36 p. (ISBN 3-86153-003-1)
- (de) Hans Coppi, Jürgen Danyel et Johannes Tuchel, Die Rote Kapelle im Widerstand gegen Nationalsozialismus, Berlin, 1st, 1994, 262–276 p. (ISBN 9783894681104)
- (de) Scherstjanoi, « Verräterin oder Patriotin? Ein Gutachten des Instituts für Zeitgeschichte », Vierteljahrshefte für Zeitgeschichte, Munich, De Gruyter Oldenbourg (Deutschland), vol. 62, no 1,‎ 2014, p. 139–156
- (de) Elfriede Brüning, Gefährtinnen : Porträts vergessener Frauen, Berlin, 2nd, 2010 (ISBN 978-3-320-02242-6)
- (en) Kurt Zimmermann, The Big Unknown, Berlin, Militärverlag der DDR, 1980
- (de) Luise Kraushaar et al., Deutsche Widerstandskämpfer 1933–1945. Biografien und Briefe, vol. 1-2, Berlin, Institut für Marxismus-Leninismus beim Zentralkomitee der SED; Dietz-Verlag, 1970, p. 657ff ; 561f

### Environnement historique
- (de) Luise Kraushaar, Berliner Kommuni ̈sten im Kampf gegen den Faschismus, 1936 bis 1942. Robert Uhrig u. Genossen, Berlin, Dietz, 1981 (OCLC 164623936)
- (de) Gert Rosiejka, Die Rote Kapelle : "Landesverrat" als antifaschist. Widerstand, Hamburg, 1st, 1986 (ISBN 3-925622-16-0)
- (ru) Wladimir Lota, Al ta protiv Barbarossy Sluzhba vneshnej razvedki, Molodaya gvardiya, 2004 (ISBN 5235027264) (online, russisch)